# Ель-Бауль
Ель-Бауль (ісп. El Baúl) — руїни міста цивілізації мая в департаменті Ескуїнтла (Гватемала).

## Історія
Стародавня назва невідома. Засновано близько 600 року до н. е. У цей період було невеличким поселенням, знаходилося у сфері впливу ольмецького міста Ла-Вента. Близько 300 року до н. е. утворилося місто-держава. Водночас тоді потрапило у залежність від місцевого гегемона Ісапи. Останній справив значний вплив на політичний устрій і культуру Ель-Бауля. Основою торгівлі з сусідніми містами були розроблені поклади обсидіану і вулканічний попіл.
Занепад настав після 100 року. Остаточно Ель-Бауль було залишено близько 200 року.

## Опис
Розташовано на відстані у 4 км на північ від міста Санта-Лусія-Коцумальгуапа, 50 км від узбережжя Тихого океану, 550 м над рівнем моря. Разом з руїнами Більбао і Ель-Кастільйо, утворює археологічний комплекс Коцумальуапа. На північ знаходиться вулкан Фуего.
Архітектура відповідає стилю Ісапа. Південний акрополь було зруйновано у 1997 році.
Головна вулиця завдовжки 2,5 км і завширшки від 11 до 14 м, служила основною сакбе для сполучення між Ель-Баулєм і акрополем Більбао. Поруч з вулицею колись існував міст через річку Сантьяго, рештки моста досі помітно в річці. Поруч з головною вулицею виявлено акрополь. Інша сакбе поєднує житлові групи біля центральної частини пам'ятки.
На відстані 500 м на північ від акрополя розкопано майданчик для гри у м'яч.
Виявлено велику кількість скульптур. Особливий інтерес являє стела 1 з календарем мая і Довгим рахунком, що відповідає даті 6 березня 37 року. На стелі зображений священний володар (ахав) з пишним головним убором і полум'ям. Над головою зображено хмари. Стела 5 зображує 2 гравців у м'яч, під ними вирізьблено 6 фігур зі схрещеними ногами та схрещеними руками на грудях. Також знайдено окремі скульптурні фігури у схожій позі.
На низці стел представлено ягуара, що сидить з витягнутими лапами, з роззявленою пащею і розплющеними очима. Інші фігури являють собою бога Тлалока та невиявленого божества, який старий на вигляд зі зморшкуватим обличчям і гачкуватим носом.
На монументі 27 зображено постать, що вивергає з пащі вогонь. У цієї істоти людський тулуб і звіряча голова в шоломі з витріщеними очима і вискаленими зубами. Біля ніг його скоцюбилася маленька фігурка людини, що приносить ягуару жертву.

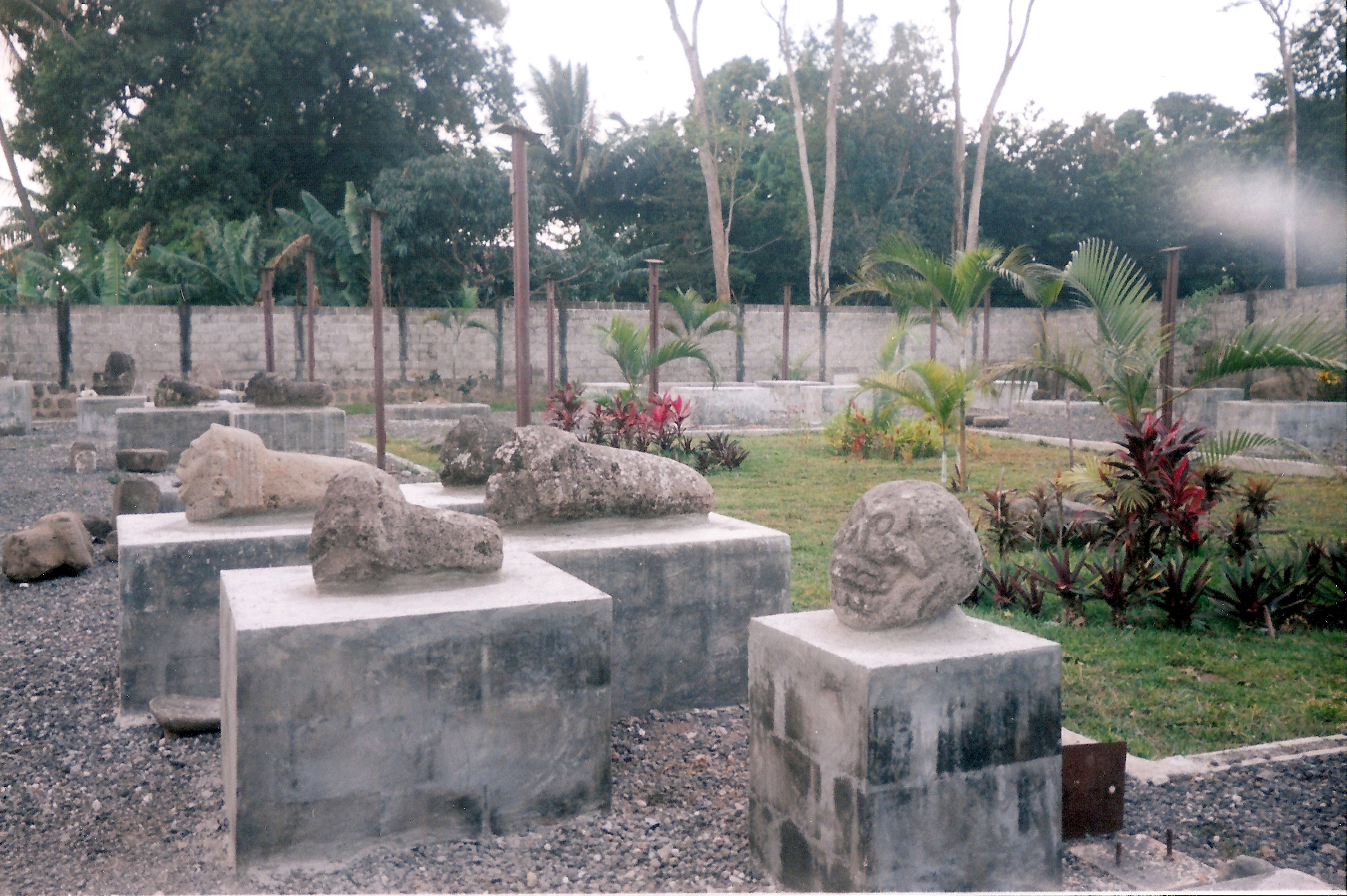
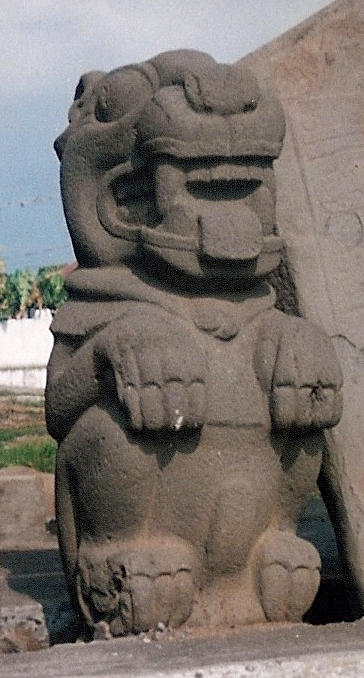
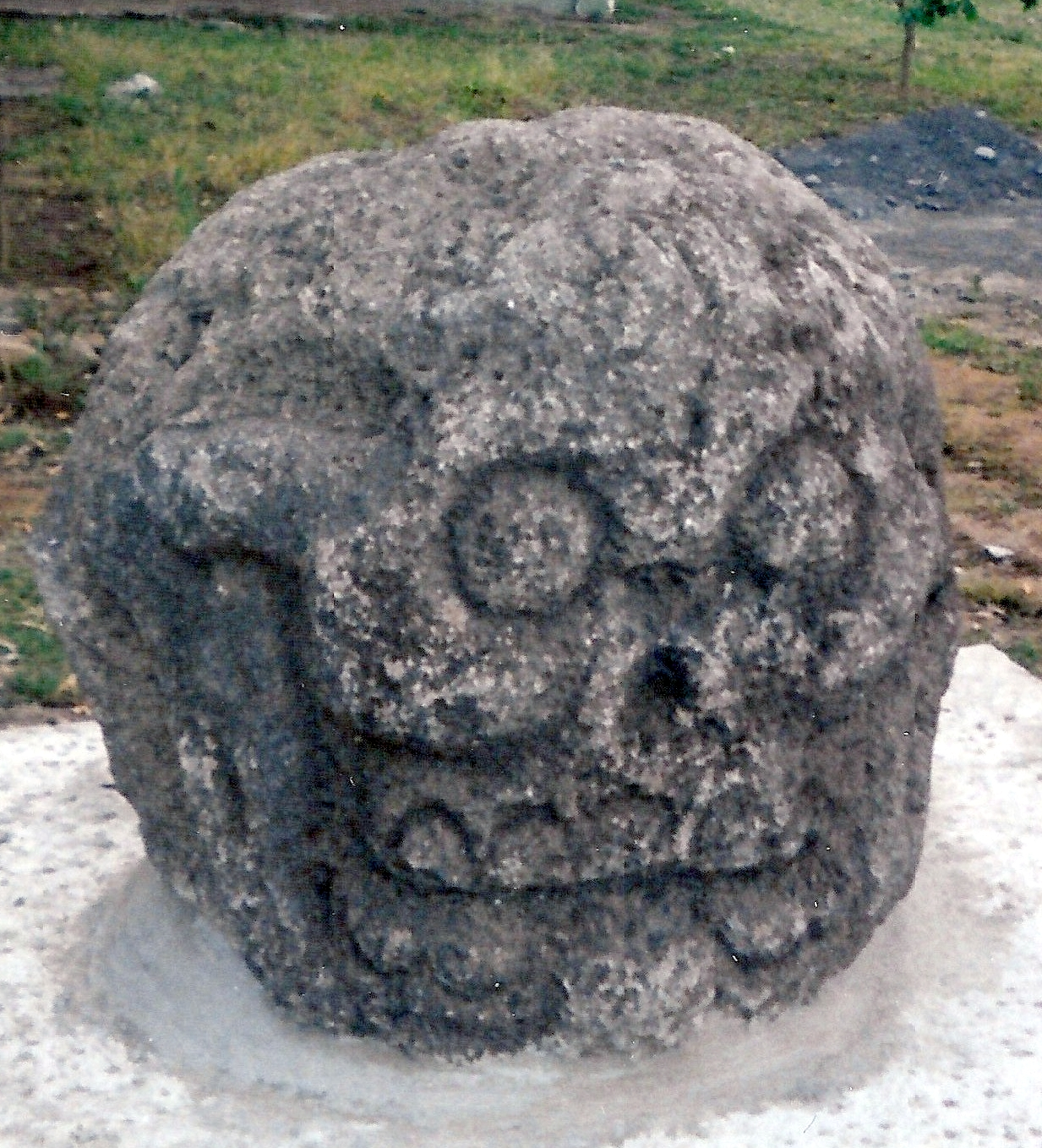
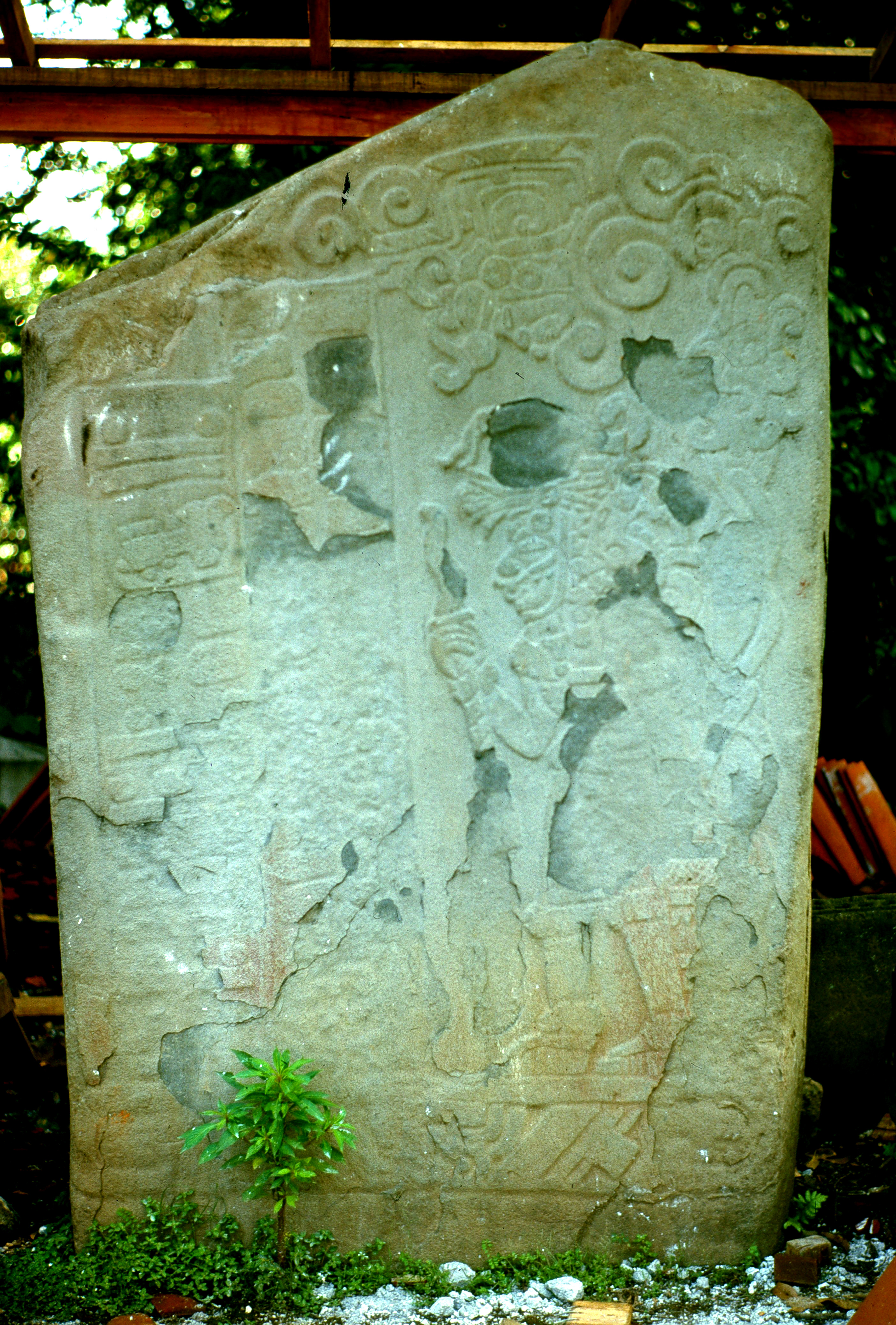
Стела 1
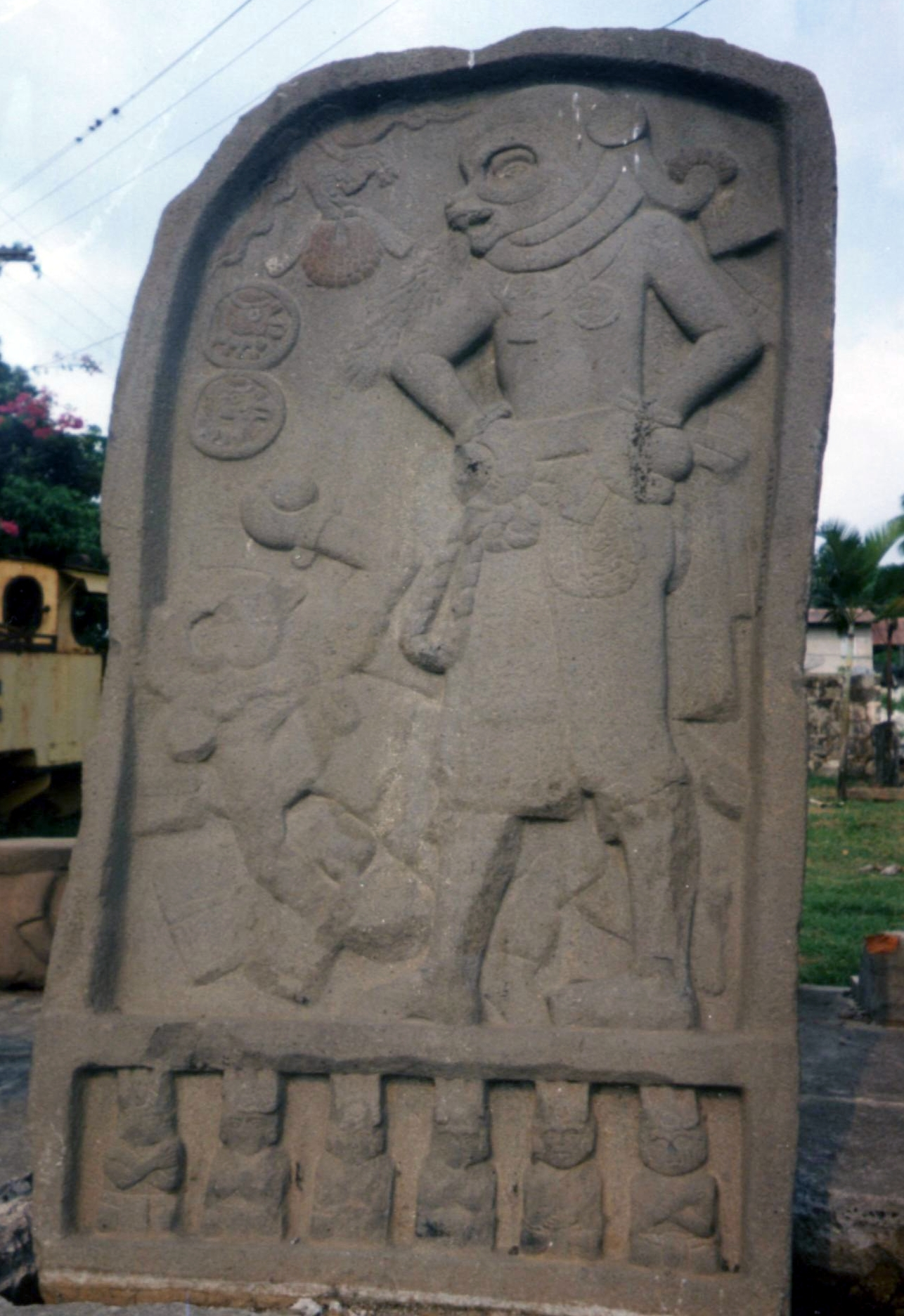
Стела з гравцями у м'яч
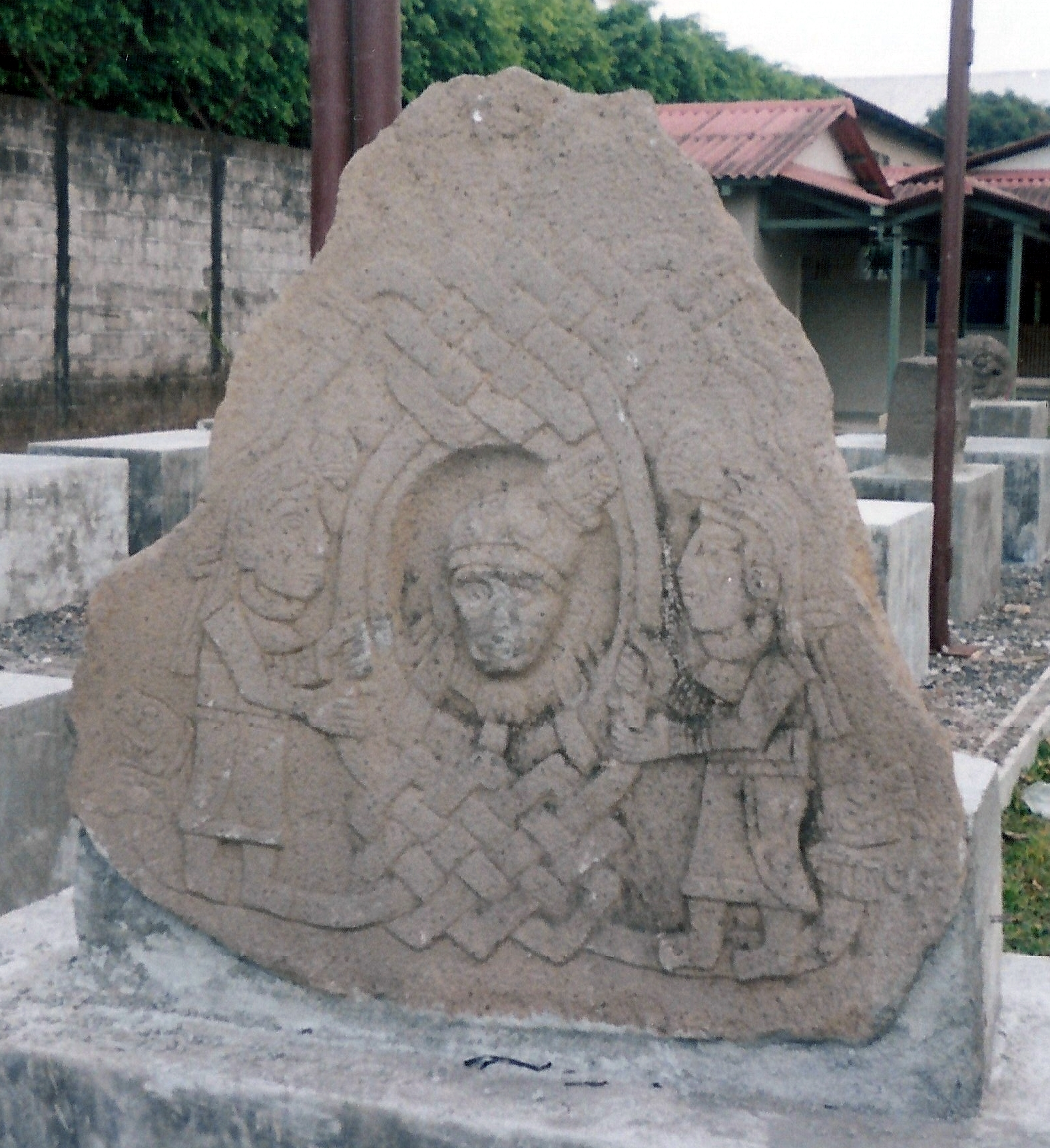
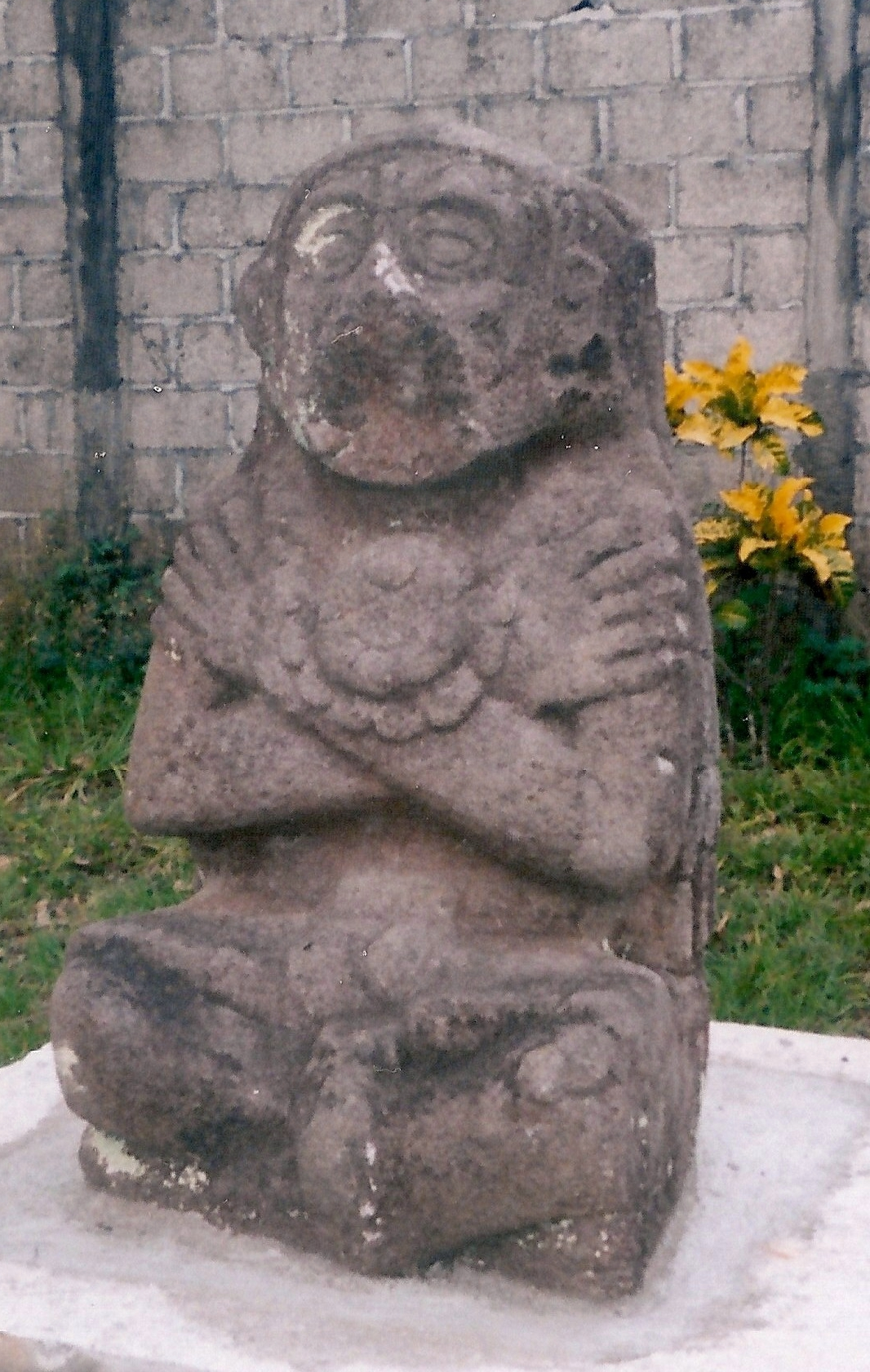

## Історія дослідження
Виявлено у 1862 році. Протягом 1860-1870-х років здійснювали дослідження німецькі фахівці. Нові дослідження здійснювалися у 1970-х та 1990-= роках.